# Comunitat de municipis Lamballe Comunitat
La Comunitat de municipis Lamballe Comunitat (en bretó Kumuniezh-kumunioù Lambal) és una estructura intercomunal francesa, situada al departament de les Costes d'Armor a la regió Bretanya, al País de Saint-Brieuc. Té una extensió de 278,24 kilòmetres quadrats i una població de 26.722 habitants (2009).

## Composició
Agrupa 17 comunes :
1. Andel
2. Bréhand
3. Coëtmieux
4. Hénansal
5. Lamballe
6. Landéhen
7. La Malhoure
8. Meslin
9. Morieux
10. Noyal
11. Penguily
12. Pommeret
13. Quintenic
14. Saint-Glen
15. Saint-Rieul
16. Saint-Trimoël
17. Trébry